# جامعة تريبوفان
جامعة تريبوفان هي جامعة عامة تقع في كيرتيبور في عاصمة نيبال كاتماندو، تأسست عام 1959 وهي أقدم جامعات نيبال
حسب عدد الطلاب المسجلين فيها في السنة الدراسية 2013-2014، احتلت المرتبة الثامنة في قائمة أكبر الجامعات في العالم من حيث عدد الملتحقين بها.
توفر الجامعة برامج التعليم الجامعي الأول ودراسات عليا. تقدم أكثر من 4400 منهجاً منها 500 للمستوى المتوسط (مكافئ للدراسة الثانوية العليا]] ومنها 2079 منهجاُ لطلاب المرحلة الجامعية الأولى و2000 للدراسات العليا. تمتلك الجامعة 60 مبنى جامعي
و1053 كلية تابعة منتشرة في أنحاء البلاد.
بما أنها تحصل على تمويل حكومي، فإن تكاليف الدراسة فيها أقل من الجامعات الخاصة.

## وصلات خارجية
- الموقع الرسمي للجامعة
- نتائج جامعية